# 泉州航空神社
泉州航空神社（せんしゅうこうくうじんじゃ）は大阪府泉佐野市にある航空神社。
関西国際空港の建設を契機として創建され、航空安全祈願と渡航安全祈願を行っている。正式名称は「泉州磐船神社」（せんしゅういわふねじんじゃ）。

## 由緒･特色
- 1983年（昭和58年）12月10日　–　大阪府交野市の磐船神社より分霊して創建。
- 本殿地下に「航空博物館」として、小型飛行機の実機や計器などの飛行機部品類、模型、各種文献など、戦時中から現在までの様々な航空機関連の資料約4000点を無料展示。  
  - 零戦のタイヤ･カウル・脚柱が展示。
- 本殿横には、狛犬の代わりに本田航空から寄贈されたヘリコプター（川崎ベル47G-2）の実機を展示。
- 鳥居の扁額として、プロペラが付けられている。
- 茶室「飛雲庵」

## 最寄り駅
- JR阪和線 熊取駅
- 南海本線 井原里駅

## 画像ギャラリー

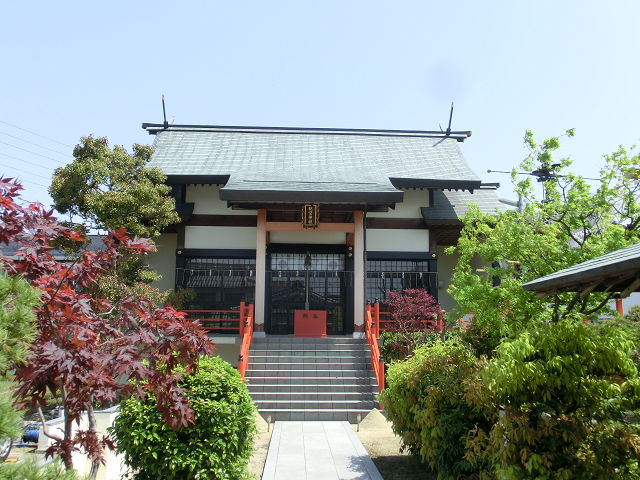
本殿外観
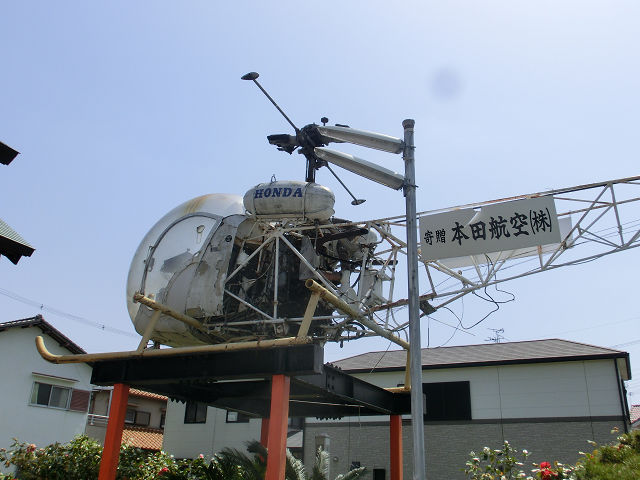
展示ヘリコプター 川崎ベル47G-2